# Шато (народ)

Лі Цуньсюй (X ст.)

Шато́сці  (кит.: 沙陀, shātuó, shat`o), або шатоські тюркоти (кит.: 沙陀突厥, shātuó tūjué) — у VII — Х століттях тюркський етнос, що мешкав на теренах сучасного північного Китаю. Відгалуження західних тюркотів. За правління імператора Лі Чжи (649—683) перебували під опосередкованим керівництвом китайсько-тюркської імперії Тан, були її федератами. До VIII століття жили як кочівники за межами імперії, на схід гірського хребта Тяньшань. Під натиском Тибетської імперії 30 тисяч переселилися до районів Беш-Балику й танської провінції Ґань (сучасна провінція Ґаньсу). Від 808 року стали прямими підданими Танської держави. За рішенням уряду були оселені в північних і північно-західних районах імперії для захисту від нападів сусідніх кочівників. Більшість представників шатоської еліти служили в танських військах. Особливо відомі представники роду Чжуе (кит.: 朱邪), що були командирами у північних регіонах й відзначилися у придушенні повстань китайського селянства. Поступово китаїзувалися, втративши власну самобутню культуру. Зокрема, полководець Чжуе Чішін (朱邪赤心) прийняв від танського двору китайське ім'я Лі Ґочана (李国昌). Його онук Лі Цуньсюй (李存勗) став засновником нової династії Пізня Тан (923). Серед інших шатоських держав-династій — Пізня Цзінь і Пізня Хань. Також — чуюесці (кит.: 处月, chǔyuè), чжуесці (кит.: 朱邪, 朱耶, zhūyé).